# كيرن بيهان
كيرن بيهان (بالإنجليزية: Kieran Behan)‏ هو لاعب جمباز فني أيرلندي، ولد في 19 أبريل 1989 في لندن في المملكة المتحدة.

## وصلات خارجية
- كيرن بيهان على موقع الاتحاد الدولي للجمباز (licence) (الإنجليزية)
- كيرن بيهان على موقع الاتحاد الدولي للجمباز (biography) (الإنجليزية)
- كيرن بيهان على موقع أوليمبيديا (الإنجليزية)